# Ryszard Szulierz
Ryszard Szulierz (ur. 23 września 1915, zm. 5 września 1939) – kapral lotnictwa Wojska Polskiego II RP.

## Życiorys
Służył jako żołnierz zawodowy w 6 pułku lotniczym we Lwowie. Latał jako strzelec w 64 eskadrze bombowej.
Po wybuchu II wojny światowej 5 września 1939 roku załoga w składzie por. obs. Eugeniusz Rudowski, ppor. pil. Michał Latawiec oraz kpr. strzelec Ryszard Szulierz na samolocie PZL.23 Karaś po wykonania zadania polegającego na zbombardowaniu stanowisk niemieckich w okolicach Kluczborka, zaatakowała niemiecką kolumnę samochodów. W czasie akcji samolot został trafiony, a strzelec Ryszard Szulierz odniósł ciężkie rany. Po wylądowaniu w okolicach Grójca Ryszard Szulierz zmarł w czasie przewożenia do szpitala w Grójcu.
Ryszard Szulierz został pochowany na cmentarzu w Grójcu. Pośmiertnie został odznaczony Orderem Virtuti Militari nr 12082.